# Sunninghill Park

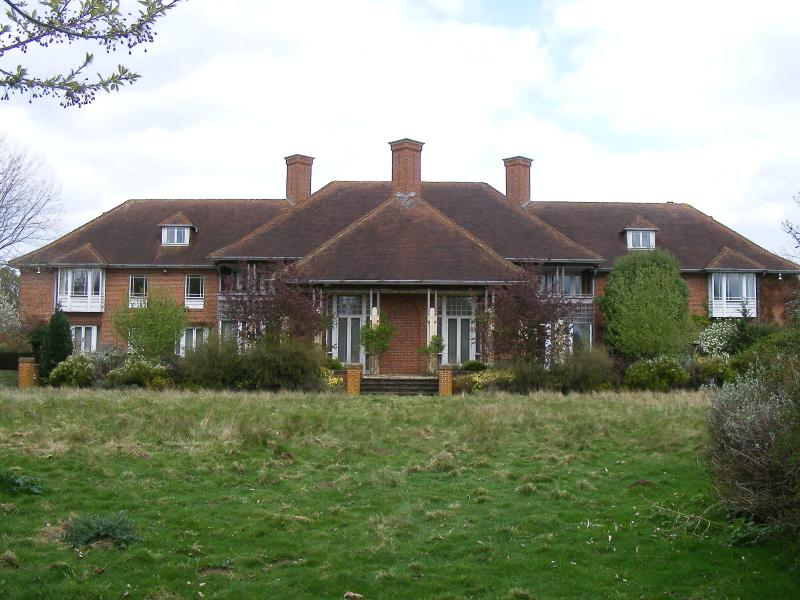
Sunninghill Park

Sunninghill Park  é um palácio da Inglaterra, situado dentro de uma propriedade com cerca de 650 acres (2,7 km²) na Inglaterra localizada entre Ascot e o limite sul do Grande Parque de Windsor. Foi a residência oficial do André, Duque de Iorque, até 2004. 
Sunninghill Park foi comprado pelos Comissários do Património da Coroa, em 1945, aos herdeiros do falecido Philip Hill. O edifício principal foi disponibilizado para a Princesa Isabel e o seu marido, Filipe, Duque de Edimburgo, depois do seu casamento, celebrado em 1947, mas o palácio ardeu antes que o casal pudesse ocupá-lo. Em meados da década de 1960, o sítio foi considerado como possível residência da Princesa Margarida, Condessa de Snowdon, mas nada foi feito então.

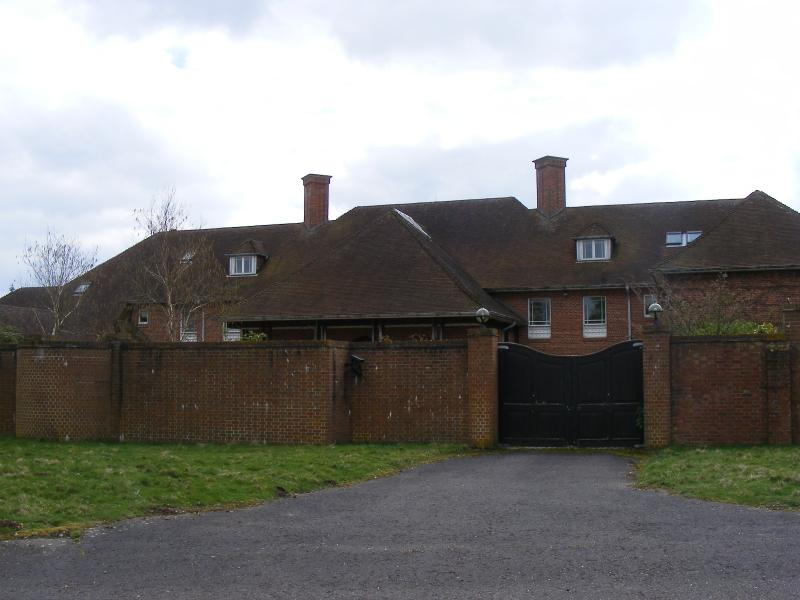
Entrada do Sunninghill Park

Em 1988, o jardim murado, de cerca de cinco acres (20.000 m²), foi comprado pelos Comissários do Património da Coroa em nome da Rainha Isabel II.  No ano seguinte, começou a construção de um edifício em tijolo encarnado, de dois andares, para servir de residência aos Duques de Iorque. O arquitecto responsável foi Sir James Dunbar-Nasmith, Arquitecto da Propriedade de Balmoral e Professor e Líder do Departamento de Arquitectura na Universidade Heriot-Watt, de Edimburgo. A construção ficou concluída em 1990.
O palácio tem seis salas de recepção, 12 quartos e doze casas de banho, sendo uma das maiores casas construídas na Inglaterra depois da Segunda Guerra Mundial. Sunninghill Park foi a primeira residência Real construída de raiz depois de Bagshot Park, edificado em 1879 para o Príncipe Artur, Duque de Connaught. Nos tablóides britânicos, Sunninghill Park foi frequentemente referido como "SouthYork", um jogo de palavras que explora a semelhança com "Southfork", o rancho texano dos Ewing na popular soap opera da década de 1980, Dallas
Em 2004 o Duque de Iorque, agora divorciado, mudou-se para o Royal Lodge, em Windsor, a residência da sua falecida avó, Elizabeth Bowes-Lyon, a Rainha-Mãe, depois de um remobilamento de 8,5 milhões de libras pago pela Rainha.
Em 2007, foi anunciado que Sunninghill Park havia sido vendido por 6 milhões de libras a um Europeu do Leste .